# Dhimitër Pasko

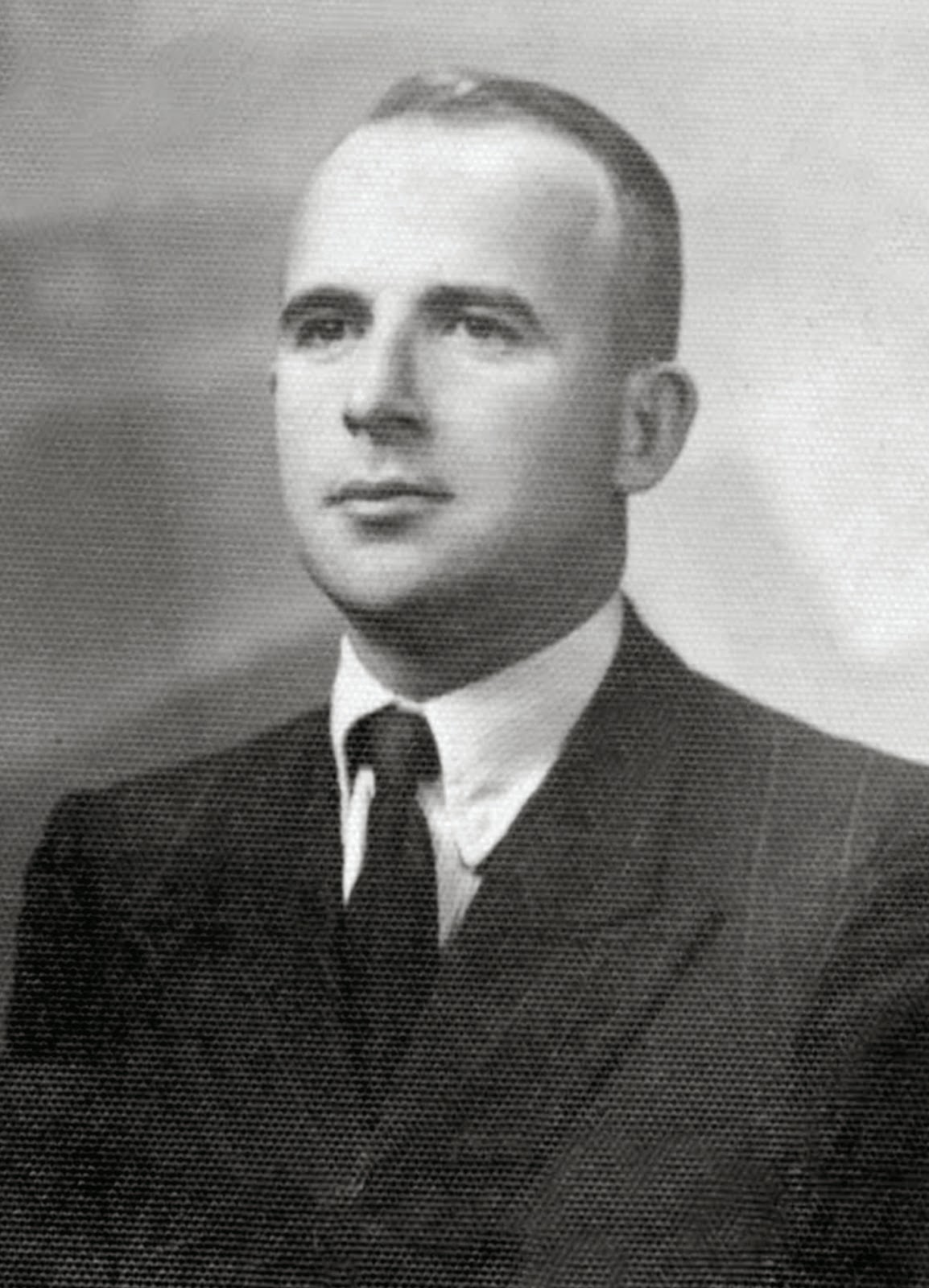
Dhimitër Pasko 1930

Dhimitër Pasko (auch Mitrush Kuteli; * 13. September 1907 in Pogradec; † 4. Mai 1967 in Tirana) war ein albanischer Schriftsteller und Übersetzer.

## Leben

### Herkunft und Ausbildung
Pasko wurde in Pogradec geboren, sein Vater war Schneider aus den Mokra-Bergen. Er fing 1919 an, Gedichte in Zeitschriften von Pogradec zu veröffentlichen. Ab 1921 besuchte er eine Handelsfachschule in Thessaloniki, wo er die Kristoforidhi-Gemeinschaft gründete. Paskos erste Schriften veröffentlichte er in Rumänien, wo er 1931 auch seine Ausbildung abschloss. 1934 promovierte er mit magna cum ladue in Wirtschaft. 

### Zweiter Weltkrieg
Im Zweiten Weltkrieg wurde seine Legion nach Stalingrad gesendet. Er konnte jedoch von Bukarest aus zurück nach Pogradec kehren, um zu seiner kranken Mutter zu gelangen, die jedoch kurz vor seiner Ankunft verstorben war. Danach wurde er in Tirana als Ökonom angestellt, wurde aber von der Regierung verhaftet. Nach seiner Freilassung setzte er seine Arbeiten als Dichter und Übersetzer fort. 

## Werk
Paskos literarische Werke wurden schnell verbreitet. Seine Hauptwerke sind unter anderem Net shqiptare (Albanische Nächte), Ago Jakupi, Kapllan Aga i Shaban Shpatës, Dashuria e berberit Artan (Die Liebe des Schneiders Artan), Sulm e lot (Sturm und Tränen), Mall e breng (Verlust und Leiden) und Tregime shqiptare (Albanische Erzählungen). Vor allem ist er jedoch bekannt für E madhe është gjëma e mëkatit (Groß ist die Folge der Sünde).
In Paskos Erzählungen werden die Schwierigkeiten des Lebens in den Dörfern während des Feudalismus realistisch dargestellt. Seine Figuren stellen die Unzufriedenheit mit der Realität dar sowie die negativen Seiten der Gesellschafts. Aus diesem Grund wurde er verfolgt und als Feind der Regierung angesehen.